# Ampahana
Ampahana är en ort i Madagaskar.   Den ligger i regionen Sava, i den nordöstra delen av landet, 500 km nordost om huvudstaden Antananarivo. Ampahana ligger 25 meter över havet och antalet invånare är 25 000.
Terrängen runt Ampahana är platt åt sydväst, men åt nordväst är den kuperad. Havet är nära Ampahana österut.  Närmaste större samhälle är Antalaha, 18,0 km söder om Ampahana. Omgivningarna runt Ampahana är en mosaik av jordbruksmark och naturlig växtlighet.